# Bergues
Bergues (västflamländska: Bergn) är en kommun i departementet Nord i regionen Hauts-de-France i norra Frankrike. Kommunen ligger i kantonen Bergues som tillhör arrondissementet Dunkerque. År 2022 hade Bergues 3 543 invånare.

## Befolkningsutveckling

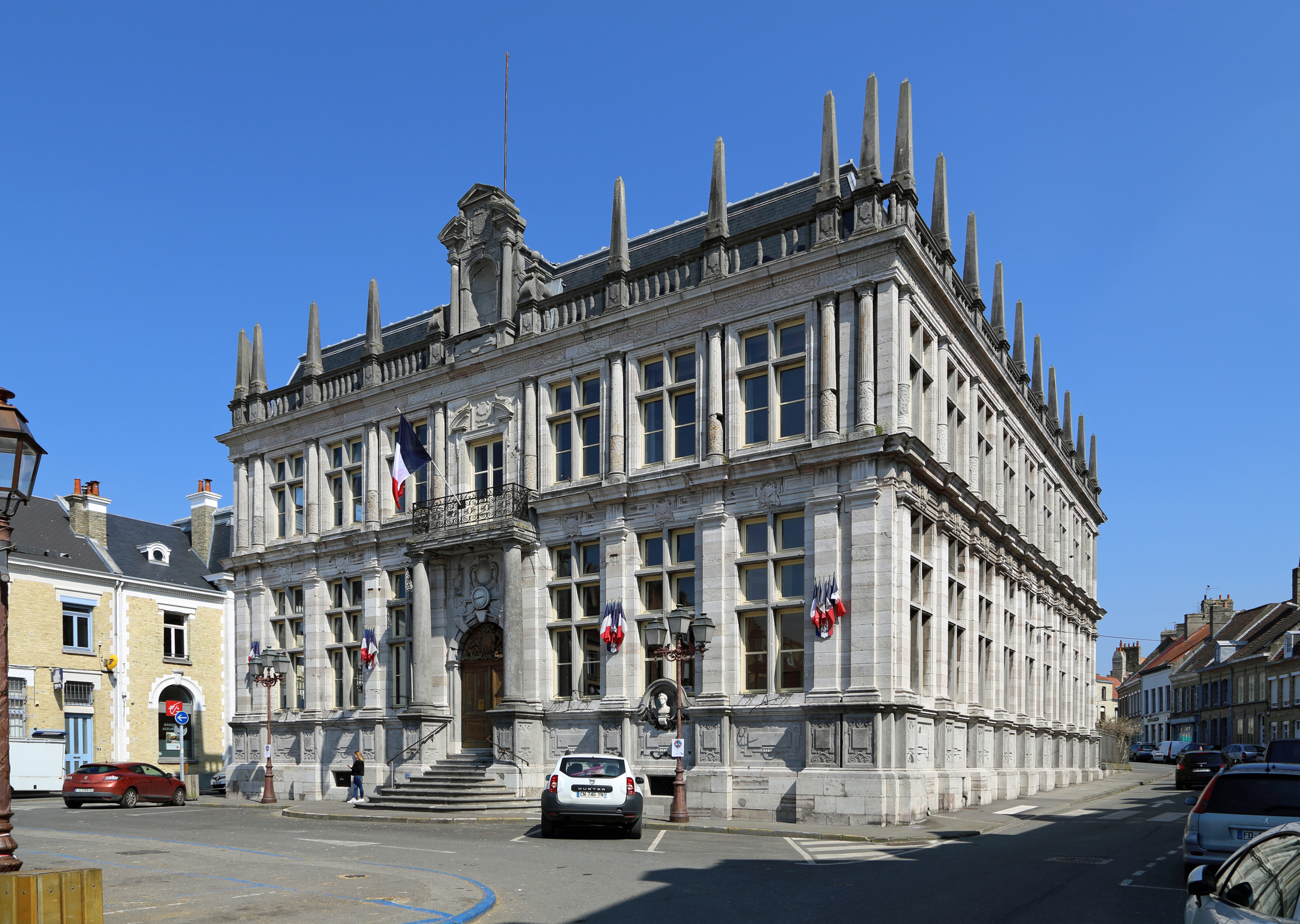
Stadshus

Antalet invånare i kommunen Bergues
| Referens: INSEE |